# 曹復永
曹復永（1947年3月23日—），原名曹永生，台灣京劇演員、戲曲導演，曾擔任國立臺灣戲曲學院附設京劇團長暨京劇學系教授，2010年退休。
曹復永祖籍河北，幼年時全家在香港調景嶺親戚家寄宿，父親跑船，母親在粵劇團內做戲服刺繡，十分清苦。他十歲在「大陸救災總會」安排下來臺，與弟妹入劇校就讀，是台灣復興劇藝實驗學校國劇科（現在的國立台灣戲曲學院）第一期科班出身，「復」字排輩，工小生。初入學時，他只會說粵語，老師不願意教他，他僅能偷偷學。1962年學校公演《陸文龍》，演男主角的同學有事不能登臺，老師讓曹復永替補演出，從此他在舞台上有了一席之地。
1979年起他參加郭小莊創設的雅音小集，演出京劇如《王魁負桂英》、《孔雀東南飛》等。1998年他在復興劇團演出新編戲碼《羅生門》，2002年再於該劇團出品、高行健導演的《八月雪》演出神秀，嘗試多方面的表演方式。他也學習崑曲，於2004年參與台灣第一部新編崑曲《梁祝》的演出。他還曾擔任黃香蓮多部舞台歌仔戲的導演，作品有《圓渡》、《孝子願》、《新寶蓮燈》、《情牽萬里樊江關》、桃花搭渡》、《紅絲錯》、《貍貓換太子》、《玉石變》、《兵學亞聖》等。
曹復永曾獲得第二十二屆中國文藝協會國劇表演獎章、第四屆全球中華文化藝術薪傳獎、中華民國文化復興委員會頒發國劇小生表演獎。他不僅練功勤奮，還自小苦練書法。演出之外，他亦在母校國立臺灣戲曲學院從事傳統戲曲教育工作多年，他認為目前的台灣教育制度中，沒有針對傳統戲曲專業教育的方案，因此只能眼見專業技術沒落。
他的妻子萬裕民（藝名萬興民）亦為京劇演員，工小生。